# 海神川
海神川（かいじんがわ）は、千葉県船橋市を流れる準用河川。東京湾沿岸に多数ある短い河川のうちの一つである。

## 地理
船橋市海神町東1丁目に源を発し、海神町・南海神の住宅街の間を流れ河口へ到達する。海神水門を過ぎると南海神川を合わせ、日鉄鋼板・東洋電業・NIPPOなどの工業地帯を抜けて東京湾に注ぐ。
海神川は公式な名称であるが、海神澪という名でも呼ばれている。その名称の通り川というよりは入り江に性格が近く、以前は船が通行していた。造船所が流域に存在したが京葉道路の開通によって通行が不能になったという。海神川は海神中心部には届いておらず、西隣を流れる太刃洗川（南海神川へ流入）が海神西部を流れているがこちらは大部分が暗渠である。

## 治水
時間雨量50mm対応の河川整備が1986年（昭和61年）度になされた。その後1987年（昭和62年）度から1988年（昭和63年）度にかけて、河川両岸で海神川緑地の整備が行われた。

## 橋梁
- 人道橋
- 末広橋（京葉道路・国道357号・京葉線）